# Marus Kempenaers
Gummarus (Marus) Kempenaers (Kontich, 7 januari 1931 - aldaar, 22 december 2005) was een Belgisch ambtenaar en politicus voor de PVV en diens opvolger VLD.

## Levensloop
Hij groeide op als jongste van zeven kinderen in een boerengezin. Hij liep school tot zijn 14de in de "Sorbonne" van Kontich-Kazerne. Zijn vader was voorzitter van het Boerenfront.
Hij was een tijdlang melkcontroleur voor het ministerie van Landbouw alvorens in de politiek te gaan. In 1965 was hij medestichter van de PVV-afdeling te Kontich, samen met Karel Poma en zijn broer Louis Kempenaers. Marus Kempenaers werd afdelingsvoorzitter vanaf de oprichting tot 1976. Toen werd hij tijdelijk opgevolgd in deze functie door Jan Hellemans. Bij de gemeenteraadsverkiezingen van dat jaar werd hij voor de eerste maal verkozen als gemeenteraadslid en werd onmiddellijk schepen van openbare werken. Zijn inauguratie vond plaats op 19 maart 1977. Hij oefende dit mandaat uit tot de lokale verkiezingen van 1982. Vanaf 1978 zetelde hij daarnaast ook als provincieraadslid van de provincie Antwerpen.
In 1983 werd hij aangesteld als burgemeester. Hij bleef een legislatuur burgemeester, tot hij in 1988 met de PVV naar de oppositie werd verwezen. Vervolgens nam hij opnieuw zijn oude functie als partijvoorzitter op en daarnaast werd hij fractievoorzitter voor de PVV in de gemeenteraad. De eerste functie oefende hij uit tot 2000, de tweede tot 1994. Op 3 december 1993 werd hij ridder in de Leopoldsorde. Na de stembusgang van 1994 werd hij opnieuw burgemeester van Kontich. Hij voerde deze titel tot aan de gemeenteraadsverkiezingen van 2000, maar moest zijn latere opvolger Jef Van linden steeds vaker laten optreden als waarnemend burgemeester wegens gezondheidsredenen. Initieel was afgesproken dat Van linden halfweg de legislatuur de burgemeesterssjerp zou overnemen. Ook was Kempenaers een fel tegenstander van de komst van een "zigeunerkamp", waardoor hij (omwille van de gebruikte bewoordingen) in conflict kwam met het nationaal niveau.
Op 22 december 2005 overleed hij onverwacht thuis. Hij kampte reeds enkele jaren met een slepende ziekte. Zijn afscheidsplechtigheid vond plaats in het crematorium van Wilrijk. Hij kreeg een laatste rustplaats op de begraafplaats van Kontich. Kempenaers was gehuwd en heeft één dochter (Annemie). Zijn broer Louis - evenals zijn dochter - waren ook politiek actief.